# Région économique de Sibérie occidentale

Région économique de Sibérie de l'Ouest sur la carte de la Russie.

La région économique de Sibérie occidentale (en russe : За́падно-Сиби́рский экономи́ческий райо́н, Zapadno-Sibirski ekonomitcheski raïon) est l'une des douze régions économiques de Russie.
Cette immense région est composée au nord de vastes plaines marécageuses quasi désertes, et dans sa partie méridionale de collines. Sa richesse en ressources naturelles : pétrole, houille, bois, eau potable, lui vaut une croissance soutenue. Elle possède les immenses champs pétrolifères de l’Oblast de Tioumen, et la raffinerie d’Omsk est la plus grosse de Russie. Le bassin du Kouznetsk et ses villes industrielles de Kemerovo et de Novokouznetsk est l'un des plus grands centres d'extraction houillère et d'industrie lourde (sidérurgie, constructions mécaniques, industrie chimique) de la Fédération. L’exploitation forestière constitue également un fort bassin d'emploi à travers la région. Les usines hydroélectriques de Novossibirsk et de Kamen-na-Obi, installées sur le cours de l’Ob, dispensent une partie de l'électricité consommée par l’industrie. La liaison fluviale  Ob-Irtych dessert la plus grande partie du territoire au nord, et les districts du sud sont sillonnés par le Transsibérien, la ligne ferroviaire sud-Sibérienne et Turkestan-Sibérie. La production agricole est surtout céréalière avec le blé et l'avoine, mais on cultive aussi le riz, et la betterave sucrière.

## Caractéristiques générales[2]
- Surface : 2 427 200 km2
- Population : 15 108 000 hab.
- Densité : 6,2 hab./km2
- Urbanisation : 71 % de la population est urbaine

## Composition
La région économique de Sibérie de l'Ouest est composée des sujets fédéraux suivants :
- Kraï de l'Altaï
- République de l'Altaï
- District autonome de Iamalo-Nénétsie
- Oblast de Kemerovo
- District autonome des Khantys-Mansis
- Oblast de Novossibirsk
- Oblast d'Omsk
- Oblast de Tomsk
- Oblast de Tioumen